# Véronique Roy (football)
Pour les articles homonymes, voir Véronique Roy et Roy.
Véronique Roy est une joueuse française de football née le 5 novembre 1959 à Reims, évoluant au poste de milieu de terrain. 

## Biographie
Véronique Roy évolue toute sa carrière au Stade de Reims, avec lequel elle est championne de France à cinq reprises (1975, 1976, 1977, 1980 et 1982) et vice-championne de France à trois reprises (1978, 1979 et 1981). 
Elle dispute son premier match en équipe de France à l'âge de 14 ans, le 8 septembre 1974 face à la Suisse (défaite 1-3) ; elle apparaît pour la dernière fois sous le maillot bleu le 24 février 1979 face au pays de Galles (victoire 6-0). Elle compte en tout 8 sélections et 2 buts en équipe de France.